# Горизонты техники для детей
«Горизо́нты те́хники для дете́й» (пол. Horyzonty Techniki dla Dzieci) — польский ежемесячный научно-популярный журнал для детей, издававшийся с 1957 (на русском языке — с 1962) по 1990 год.

## История
Журнал был основан в Польше в 1957 году под названием Horyzonty Techniki dla Dzieci («Горизонты техники для детей»), в отличие от «взрослого» научно-популярного журнала Horyzonty Techniki («Горизонты техники»). Первым главным редактором журнала был Йозеф Бек. С июня 1962 года «Горизонты техники для детей» выходили также на русском языке для распространения в СССР. В 1971 году оригинальное польское издание было переименовано в Kalejdoskop Techniki («Калейдоскоп техники»), тогда же главным редактором обеих версий стал архитектор и скульптор Влодзимеж Вайнерт.
Журнал доступно рассказывал о новинках науки и техники, физических и химических явлениях, истории изобретений. В каждом номере публиковались головоломки, викторины, советы для любителей-самоделкиных, начинающих фокусников, юных мастериц и многое другое. В русскоязычной версии сообщались адреса польских школьников, искавших друзей по переписке в Советском Союзе. С 1963 года одновременно с основным изданием на польском языке выходило ежеквартальное приложение для дошкольников — ABC Horyzontów Techniki dla Dzieci («Азбука горизонтов техники для детей»), позднее ABC Techniki («Азбука техники», 1964—1991). Первыми главными редакторами приложения были Йозеф Бек и Ида Лос.
В период военного положения в Польше (1981—1983) журнал выходил с перерывами. В 1981 году вместо 12 номеров подписчики получили только 7 выпусков.
В 1990 году выпуск журнала был прекращён.